# Sakoanala madagascariensis
Sakoanala madagascariensis är en ärtväxtart som beskrevs av René Viguier. Sakoanala madagascariensis ingår i släktet Sakoanala och familjen ärtväxter. IUCN kategoriserar arten globalt som starkt hotad. Inga underarter finns listade i Catalogue of Life.